# FN FNC
FN FNC (Fabrique Nationale Carabine — карабин фирмы FN) — бельгийский автомат, созданный оружейной фирмой Fabrique Nationale de Herstal для замены устаревшей FN FAL, после неудачи с первым вариантом оружия под малоимпульсный патрон калибра 5,56 мм НАТО FN CAL.

## История создания
Винтовка FNC была разработана в 1970-е после того, как заказы на предыдущий автомат фирмы Fabrique Nationale de Herstal FN CAL так и не поступили ввиду его ненадёжности и дороговизны. Винтовка была выпущена в 1976 году и через три года принята на вооружение бельгийской армией. Впоследствии, в конструкцию винтовки были внесены несущественные изменения: увеличена спусковая скоба и добавлены насечки на рукоятку управления огнём. Вследствие того, что к моменту создания FNC рынок штурмовых винтовок был уже насыщен, этот автомат не получил широкого распространения.

## Конструкция
Автоматика FNC основана на отводе части пороховых газов, запирание ствола осуществляется поворотом затвора, имеющего два боевых выступа. Данная штурмовая винтовка подобно AR-18 имеет систему стравливания избытка пороховых газов в атмосферу из каморы. Автомат выполнен из стали и алюминиевых сплавов, а ряд элементов — из пластика, при изготовлении широко применяется штамповка.
Стандартный автомат FNC имеет длину ствола 449 мм и оснащается складным вбок трубчатым металлическим плечевым упором с пластиковыми накладками, общая длина оружия составляет 997/760 мм (с прикладом и без приклада соответственно). Помимо стандартного варианта существует укороченная версия, отличающаяся лишь длиной ствола — 365 мм. Оба варианта могут оснащаться постоянными прикладами из пластмассы. По специальным заказам изготавливаются варианты оружия, адаптированные под патрон M193 (с увеличенным до 305 мм шагом нарезов). Диаметр рассеивания пуль на дальности 100 метров составляет 116—120 мм.
Возможна стрельба ружейными гранатами со штатного пламегасителя, при этом специальный прицел откидывается вверх и запирает канал отвода пороховых газов. 
FNC использует стандартные для НАТО секторные магазины на 30 патронов, такие же, как для автомата M16.

## Использование
- Бельгия: состоит на вооружении армии, с 2009 года постепенно заменяется на FN SCAR[1]
- Венесуэла[2]
- Вьетнам — в 2000-е годы несколько автоматов FN FNC были закуплены для сравнительных испытаний (по результатам которых на вооружение Вьетнамской Народной Армии был принят автомат STL-1A, но FN FNC остались в распоряжении армейской сборной по пулевой стрельбе и используются при подготовке стрелков-спортсменов)[3]
- Демократическая Республика Конго[2]
- Индонезия: Закуплено 10 000 карабинов в 1982 году[4]. В 1991 году начат выпуск лицензионных копий под названием Pindad SS1, в 2007 году начат выпуск уже индонезийского развития данной системы - Pindad SS2[5]
- Коста-Рика — очень небольшое количество на вооружении отдельных категорий сотрудников береговой охраны Коста-Рики[6]
- Монголия[7][8]
- Нигерия[2]
- Сальвадор — в начале 2000-х закуплена партия из 600 шт. FNC-90-00 и FNC-92-00 для парашютно-десантного батальона, в конце 2000-х их передали военной полиции[9]
- США — в 1994 году импорт FN FNC в качестве гражданского оружия был запрещён[10]
- Тонга[2]
- Украина: Передано 5000 единиц из Бельгии в 2022 году[11]
- Швеция: приняты на вооружение в 1986 году и выпускаются по лицензии компанией Bofors под обозначением Ak 5 (Automatkarbin 5)[12]. 27 марта 2023 года было объявлено о намерении начать перевооружение войск новым 5,56-мм автоматом Sako M23[англ.] финской компании SAKO, которые должны начать поступать в войска в 2025 году[13]
- Шри-Ланка[2]